# Мадонна с Младенцем, святым епископом, Иоанном Крестителем и ангелами
«Мадонна с Младенцем, святым епископом, Иоанном Крестителем и ангелами» — двусторонняя картина итальянского художника эпохи Раннего Возрождения Антонио да Фиренце из собрания Государственного Эрмитажа.
Картина написана на деревянной доске и является двусторонней хоругвью, которую выносили во время крестных ходов и других религиозных процессий, она содержит четыре сюжета.

## Лицевая сторона
Лицевая сторона: «Мадонна с Младенцем, святым епископом, Иоанном Крестителем и ангелами», в пинакле «Благословляющий Христос в окружении серафимов».
На нимбе Марии сделана надпись AVE MARIA GRATIA (Радуйся, Мария Благодатная. — Лк. 1: 28), на нимбе Иоанна Крестителя написано S IOVANES BAT (Св. Иоанн Крест.). Свиток в руках Иоанна гласит ESSE AGNU(s) (Се агне(ц). — Ин. 1: 29, 36). На подножии трона Мадонны имеется подпись художника: ANTONIVS DEFLOR(E)NTIA.
На нимбе епископа написано S. VS…PIS — часть надписи скрыта епископской митрой и расшифровке не поддаётся. Существует несколько версий идентификации епископа. По одной из них это св. Либерий Равеннский, возможно это св. Зиновий Флорентийский. Наиболее вероятным является прочтение надписи как Медардо, это имя французского святого, чей культ получил большое распространение в Италии; главным аргументом в пользу этой версии считается изображение башни с открытой дверью в руках епископа — это является атрибутом св. Медарда Нуайонского. Однако и эта версия вызывает серьёзные возражения: обычно св. Медард изображается с полуоткрытым ртом, так что видны зубы, и с сердцем, символизирующим его милосердие — на картине св. епископ изображён с плотно сжатыми губами, а сердце отсутствует.

## Оборотная сторона
Оборотная сторона: «Распятие с Марией, евангелистом Иоанном и двумя монахами», в пинакле «Благовещение».
На свитке, прибитом к верхней оконечности креста, начертана аббревиатура I.N.R.I., сокращённо от Iesus Nazarenus Rex Iudaeorum (Иисус Назорейский, Царь Иудейский — Ин. 19: 19). На нимбе Марии написано VIRGO MARIA (Дева Мария), на нимбе Иоанна — IOVANES VANG (Иоанн Еванг(елист)). В сцене «Благовещения» на золотом фоне надпись AVE MARIA GRATIA PLENA (Радуйся, Мария Благодатная… — Лк. 1: 28).
Два самобичующихся монаха в белом одеянии идентифицируются как члены ордена капуцинов.

## Вопрос авторства

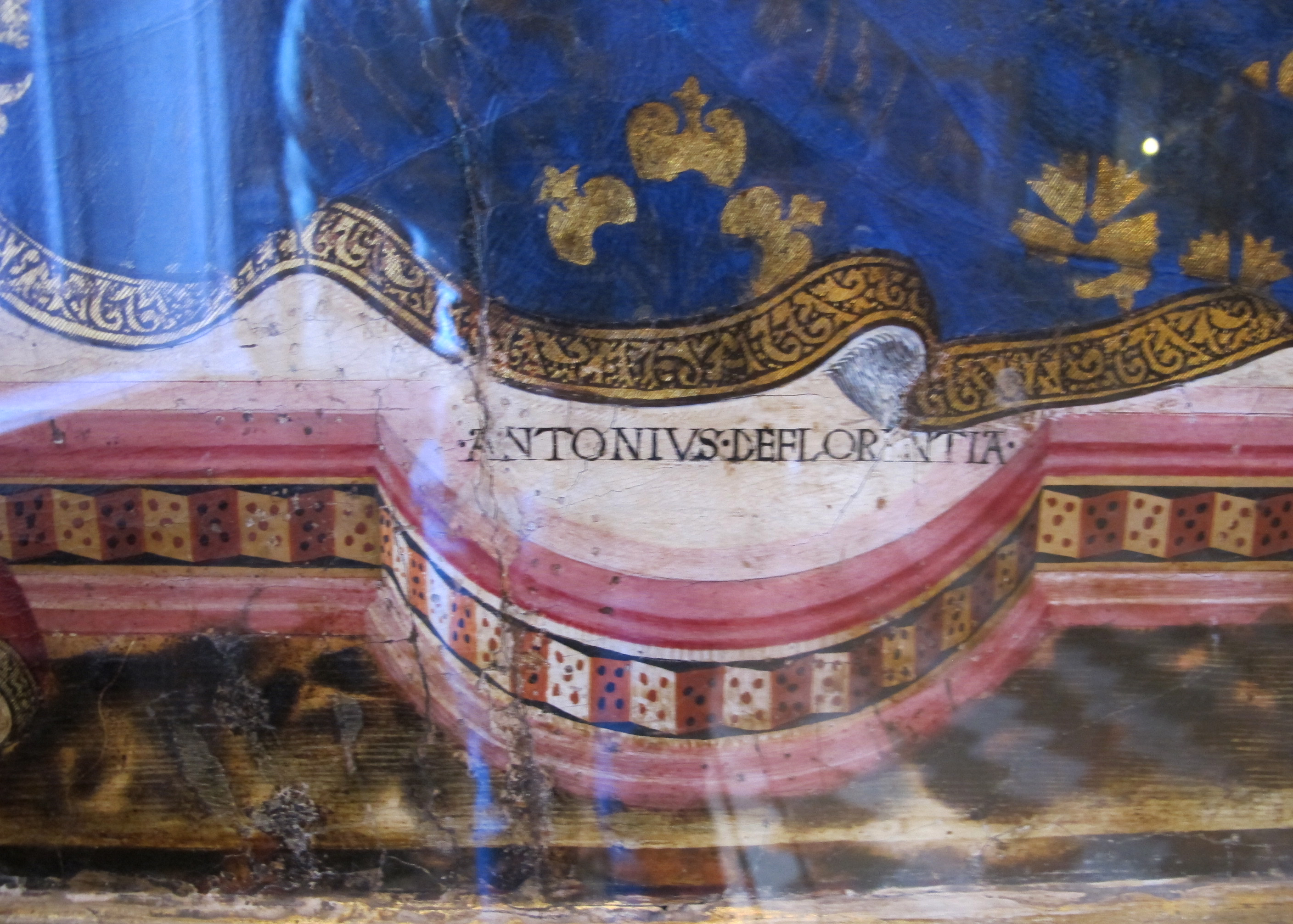
Фрагмент картины (лицевая сторона) с подписью художника

Картина создана около 1450 года. Несмотря на имеющуюся подпись художника авторство картины также до конца не выяснено — существовало несколько художников с таким именем. Один из них жил и работал в конце XV—XVI века и умер около 1506 года; известно, что в 1472 году он переехал из Флоренции в Венецию и работал в северо-итальянских городах. Ещё один художник, наоборот, в середине XV века приехал из Венеции во Флоренцию и работал как мозаичист, причём ему приписывается одна из мозаик в соборе Св. Марка в Венеции, датируемая 1458 годом. С именем Антонио да Фиренце также отождествляются художники Антонио ди Якопо, который упоминается в документах 1415—1442 годов и Антонио ди Доменико ди Нери (ок. 1415 — до 1504), который известен как флорентиец, проживавший в Анконе. Однако несмотря на все эти версии отдать предпочтение какой-либо из них невозможно. Точно установлено, что кроме эрмитажной работы этому же художнику принадлежит триптих из собрания Бернсона, происходивший с виллы Тати в Сеттиньяно, и, возможно, миниатюра с изображением распятия, хранящаяся в музее Анконы.

## Провенанс
Ранняя история картины не выяснена, предполагалось, что она находилась в церкви Сан Джованни Баттиста (церковь Святого Иоанна Крестителя) в Арчевиа. Святым покровителем этого городка считается св. Медард Нуайонский, на этом и основывалась одна из версий идентификации епископа на картине. В одной из своих поездок по Италии картину приобрёл М. П. Боткин, в его коллекции она числилась до 1936 года, хотя ещё в 1914 году, после смерти Боткина, была передана его женой со всей коллекцией на хранение в Русский музей. В 1936 году через посредство Ленинградской государственной закупочной комиссии картина была передана в Эрмитаж. Выставляется в здании Большого (Старого) Эрмитажа в зале 207 в особой двусторонней витрине с собственным отдельным микроклиматом.

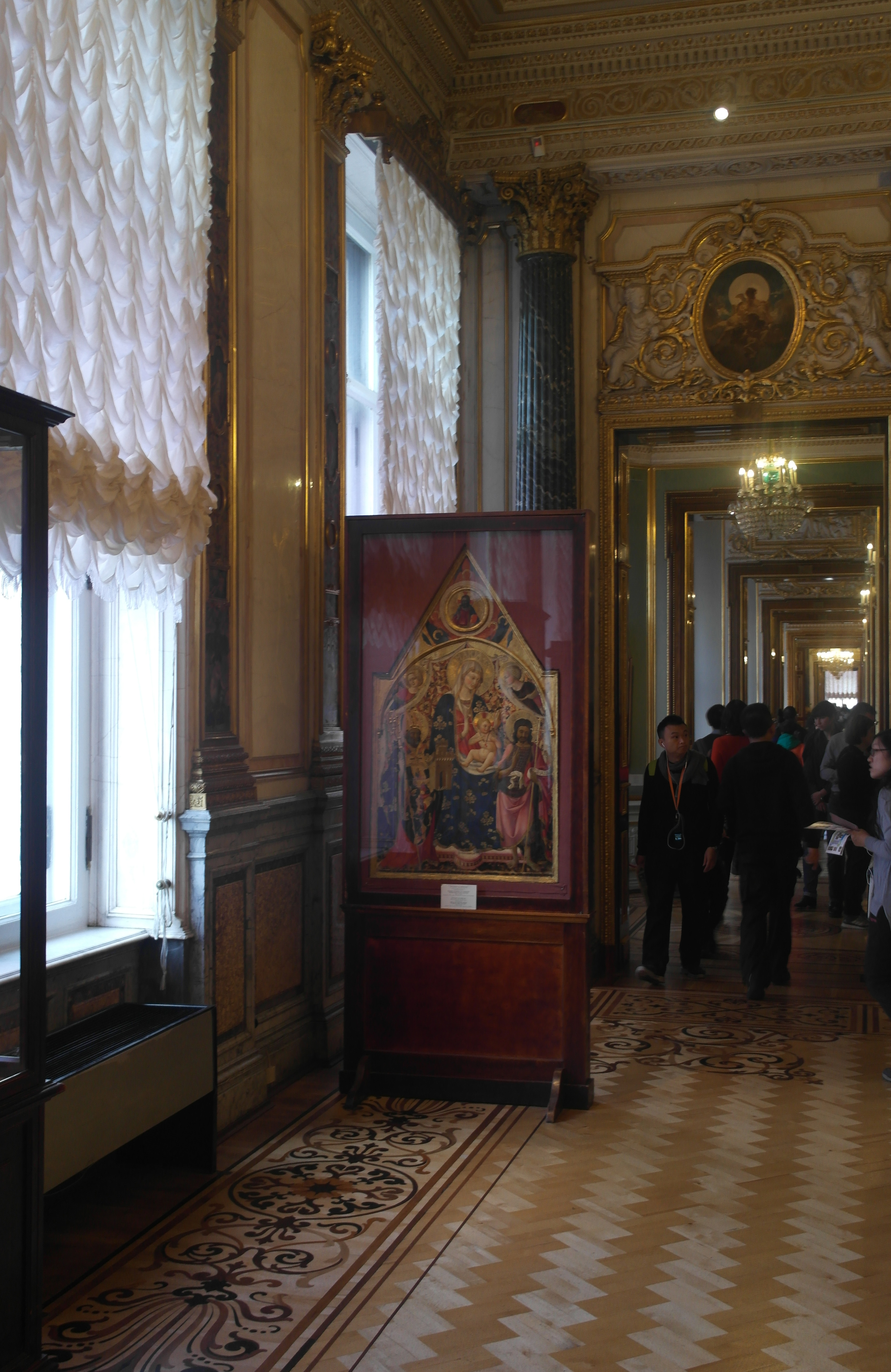
Картина в зале 207 Большого Эрмитажа
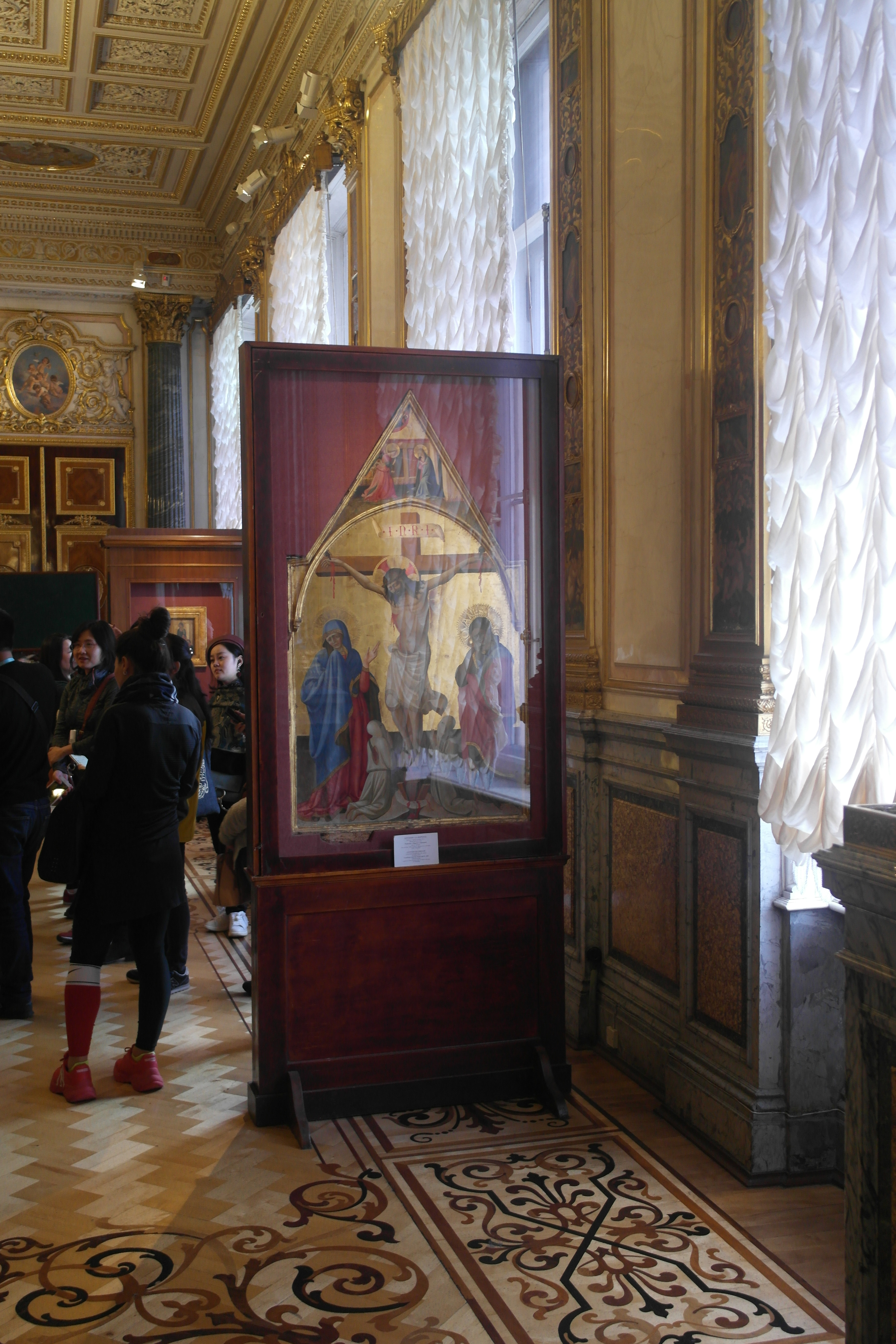
Оборотная сторона картины